# Лідс (Алабама)
Лідс (англ. Leeds) — місто (англ. city) в США, в округах Джефферсон, Сент-Клер і Шелбі штату Алабама. Населення — 12 324 особи (2020).

## Історія
Місто Лідс було зареєстроване в 1887 році як основний центр населення області, відомої як «Долина Кагаба», регіону родючих заплавних земель, які живляться річками Кагаба і Мала Кагаба. До 1820 року тут пролягала дорога і великий диліжансний маршрут через три округи.
Відкриття багатих і цінних природних ресурсів, зумовили високі темпи зростання в регіоні в середині-кінці 19 століття. Відкриття руди і корисних копалин та поява залізниць привели до промислової революції у Лідсі. У самому справі, як недавно включили місто, Лідс був названий на честь відомого промислового міста Англії, де муляр винайшов портландцемент process. Виявлення мінералів призвело до виникнення підприємства «Leeds Standard Portland Cement Company», а також зростання чисельності населення в Лідсі. Компанія, відома сьогодні як «Lehigh», постійно працює з 1906 року. Своєю назвою місто Лідс зобов'язане однойменному місту в Англії, де було винайдено портландцемент.

## Географія
Лідс розташований за координатами 33°32′29″ пн. ш. 86°33′43″ зх. д. / 33.54139° пн. ш. 86.56194° зх. д. (33.541333, -86.562058).  За даними Бюро перепису населення США в 2010 році місто мало площу 59,78 км², з яких 59,22 км² — суходіл та 0,57 км² — водойми.

## Демографія
Згідно з переписом 2010 року, у місті мешкали 11 773 особи в 4826 домогосподарствах у складі 3313 родин. Густота населення становила 197 осіб/км².  Було 5221 помешкання (87/км²).
Расовий склад населення:
| - 78,7 % — білих - 14,3 % — чорних або афроамериканців - 0,6 % — азіатів - 0,4 % — корінних американців - 0,1 % — вихідців з тихоокеанських островів - 3,9 % — осіб інших рас |

До двох чи більше рас належало 2,0 %. Частка іспаномовних становила 6,6 % від усіх жителів.
За віковим діапазоном населення розподілялося таким чином: 21,9 % — особи молодші 18 років, 63,3 % — особи у віці 18—64 років, 14,8 % — особи у віці 65 років та старші. Медіана віку мешканця становила 39,0 року. На 100 осіб жіночої статі у місті припадало 92,4 чоловіків;  на 100 жінок у віці від 18 років та старших — 88,1 чоловіків також старших 18 років.
Середній дохід на одне домашнє господарство  становив 63 849 доларів США (медіана — 52 689), а середній дохід на одну сім'ю — 71 806 доларів (медіана — 62 943). Медіана доходів становила 44 023 долари для чоловіків та 39 554 долари для жінок. За межею бідності перебувало 15,4 % осіб, у тому числі 24,3 % дітей у віці до 18 років та 11,1 % осіб у віці 65 років та старших.
Цивільне працевлаштоване населення становило 5178 осіб. Основні галузі зайнятості: освіта, охорона здоров'я та соціальна допомога — 17,7 %, роздрібна торгівля — 12,5 %, будівництво — 11,6 %.